# 刘予强
刘予强（1963年1月—），男，汉族，山西阳城人，中华人民共和国政治人物，中国共产党党员，第十三届全国人民代表大会山西地区代表。

## 生平
2016年5月任中共临汾市委副书记、代市长；2016年10月至2019年4月任临汾市市长。
2018年2月24日，当选为第十三届全国人大代表。